# あわら市新郷小学校
あわら市新郷小学校（あわらし しんごうしょうがっこう）は、福井県あわら市中浜にある公立小学校。2017年（平成29年）3月末休校。

## 沿革
- 1892年（明治25年）- 西今市簡易小学校と新民簡易小学校の２校を合併し新郷小学校が開校。
- 1948年（昭和23年）- 福井大地震により校舎改築。
- 1955年（昭和30年）- 町村合併により芦原町新郷小学校に改称。
- 1970年（昭和45年）- プール設置。
- 1982年（昭和57年）- 体育館完成。
- 1983年（昭和58年）- 校舎完成。
- 1991年（平成3年）- コンピュータ教室を設置。
- 2000年（平成12年）- 校内LAN設置。
- 2001年（平成13年）- コンピュータ機器一新。
- 2004年（平成16年）- 金津町との合併によりあわら市新郷小学校に改称。
- 2007年（平成19年）- 特別支援学級新設。
- 2017年（平成29年）
  - 3月31日 - 休校[1]。
  - 4月 - 本荘小学校に統合[2][4]。

## 通学区域
河間・河水苑・宮前公文・北本堂・角屋・中浜

## 進学先中学校
- あわら市芦原中学校[5]

## 学校周辺
- えちぜん鉄道 三国芦原線 水居駅